# Pontia edusa
Pontia edusa är en fjärilsart som först beskrevs av Fabricius 1777.  Pontia edusa ingår i släktet Pontia och familjen vitfjärilar. Inga underarter finns listade i Catalogue of Life.

## Bildgalleri

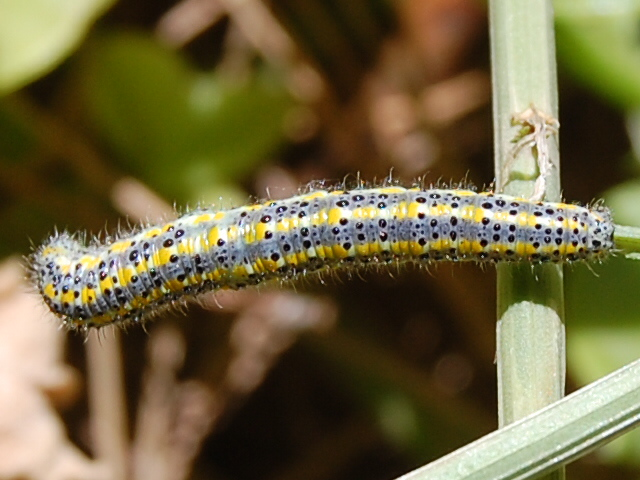
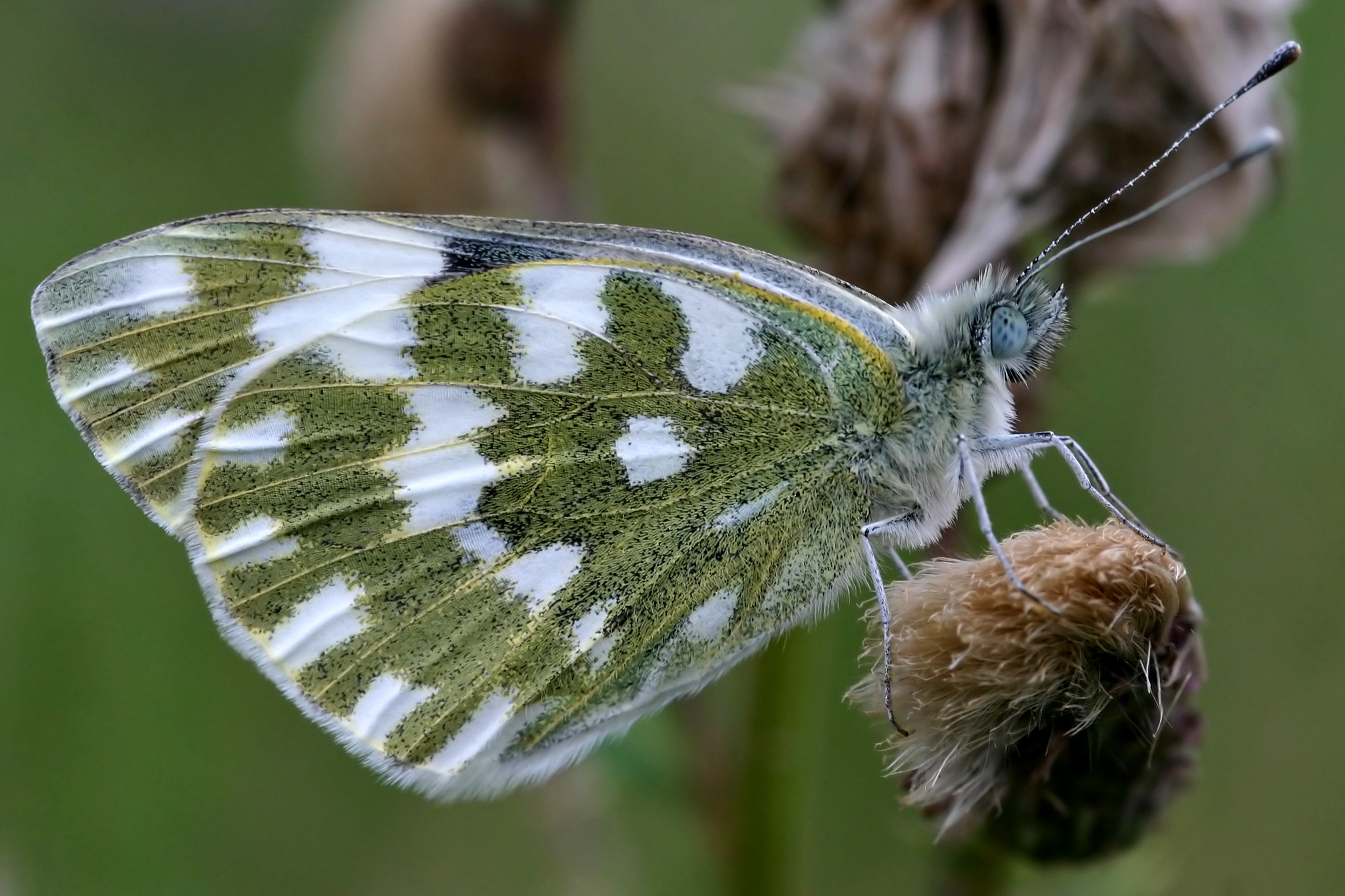
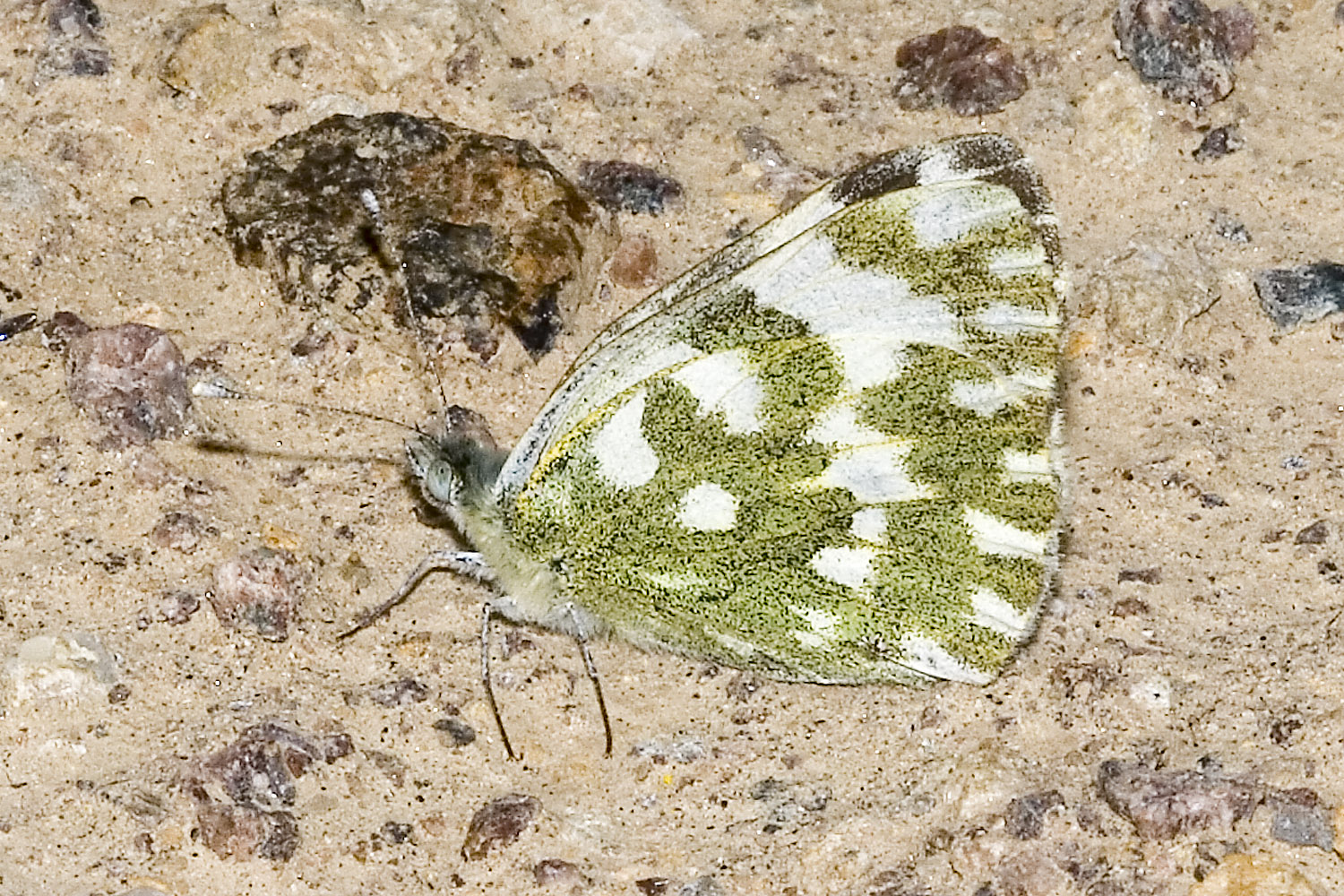